# Ulica Oszmiańska w Warszawie
Ulica Oszmiańska w Warszawie – jedna z ulic Targówka Mieszkaniowego w Warszawie, biegnąca od skrzyżowania ulic Plantowej i II Rejonu AK do ulicy św. Wincentego.

## Historia

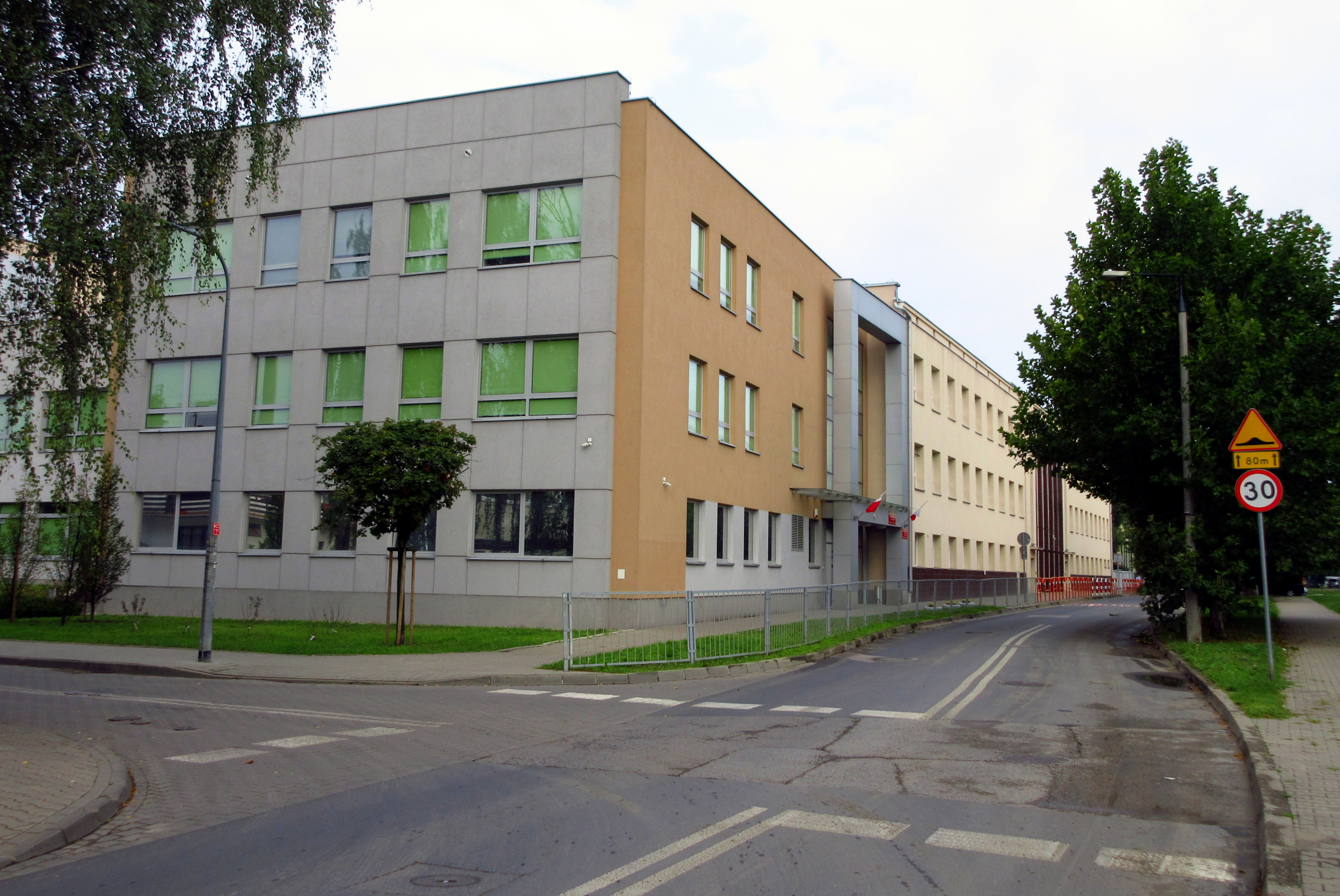
Ulica Oszmiańska róg Świdnickiej; widoczny budynek XIII Liceum Ogólnokształcącego im. płk. Leopolda Lisa-Kuli

Ulica powstała na przełomie XIX i XX wieku w związku z parcelacją dóbr ziemskich Przedmieście Targówek i Folwark Targówek. Pierwotnie nosiła nazwę Graniczna ze względu na położenie na granicy dwóch posiadłości ziemskich tudzież na granicy Targówka i Nowej Pragi (przed budową nasypu kolejowego). Na początku XX wieku u zbiegu dzisiejszych ulic Witebskiej i Oszmiańskiej powstało przedsiębiorstwo przewozów konnych Antoniego Tyraja. W kwartale arterii: Oszmiańskiej, Witebskiej, Poleskiej i Węgrowskiej znajdował się folwark Bronisławszczyzna należący do Bronisława Iwanowskiego, rozparcelowany przed 1916 rokiem.
Obecna nazwa ulicy pochodzi od miejscowości Oszmiana na Białorusi i pojawia się po raz pierwszy na planie Warszawy w 1920 roku. Za nadanie niemal wszystkim okolicznym arteriom nazw nawiązujących do kresowych miejscowości odpowiadał urzędnik Policji Komunalnej Piotr Rothein.
Wedle relacji prasowej w 1906 roku było przy Oszmiańskiej 8 drewnianych nieruchomości, w 1930 roku – 23. W tym okresie zabudowana była przede wszystkim strona parzysta ulicy, po stronie nieparzystej pod nr 9/11 funkcjonowała Fabryka Wyrobów Drzewnych Stefana Katelsbacha. Znaczenie arterii wzrosło po 1933 roku, kiedy ulicą św. Wincentego poprowadzono linię tramwajową do cmentarza Bródnowskiego. Do 1939 roku przy Oszmiańskiej było 26 posesji. Nieparzystą stronę arterii na odcinku Świdnicka – św. Wincentego zajął wzniesiony w 1936 roku pod nr 23/25 budynek szkół powszechnych oraz narożna kamienica (obecnie św. Wincentego 18). W tym okresie ulica została wybrukowana, podłączona do sieci gazowej, wodociągowej i kanalizacyjnej. 
1 sierpnia 1944 roku po nieudanej próbie opanowania nasypu kolejowego i koszar przy ul. 11 Listopada powstańcy z II Rejonu 6 Obwodu Armii Krajowej zostali wyparci w rejon ulic Rogowskiej i Oszmiańskiej. W czasie osłaniania odwrotu dowódcy zgrupowań, porucznicy Apoloniusz Zbigniew Dobrzyński ps. „Kruk” oraz Czesław Mażek ps. „Rokita”, zostali ranni, a następnie rozstrzelani przy znajdującym się przy ul. św. Wincentego 18 punkcie opatrunkowym (drugi zlokalizowany był w zabudowaniach fabrycznych pod nr 9). Upamiętnia ich symboliczna mogiła wystawiona w miejscu kaźni.
W latach 1951–1965 w gmachu szkolnym działało XXIX Liceum Ogólnokształcące im. Henryka Sienkiewicza. W czerwcu 1965 roku zostało połączone z XIII Liceum Ogólnokształcącym im. Ludwika Waryńskiego przeniesionym z Nowego Bródna. W 1989 roku patronem szkoły został ponownie płk. Leopold Lis-Kula. 

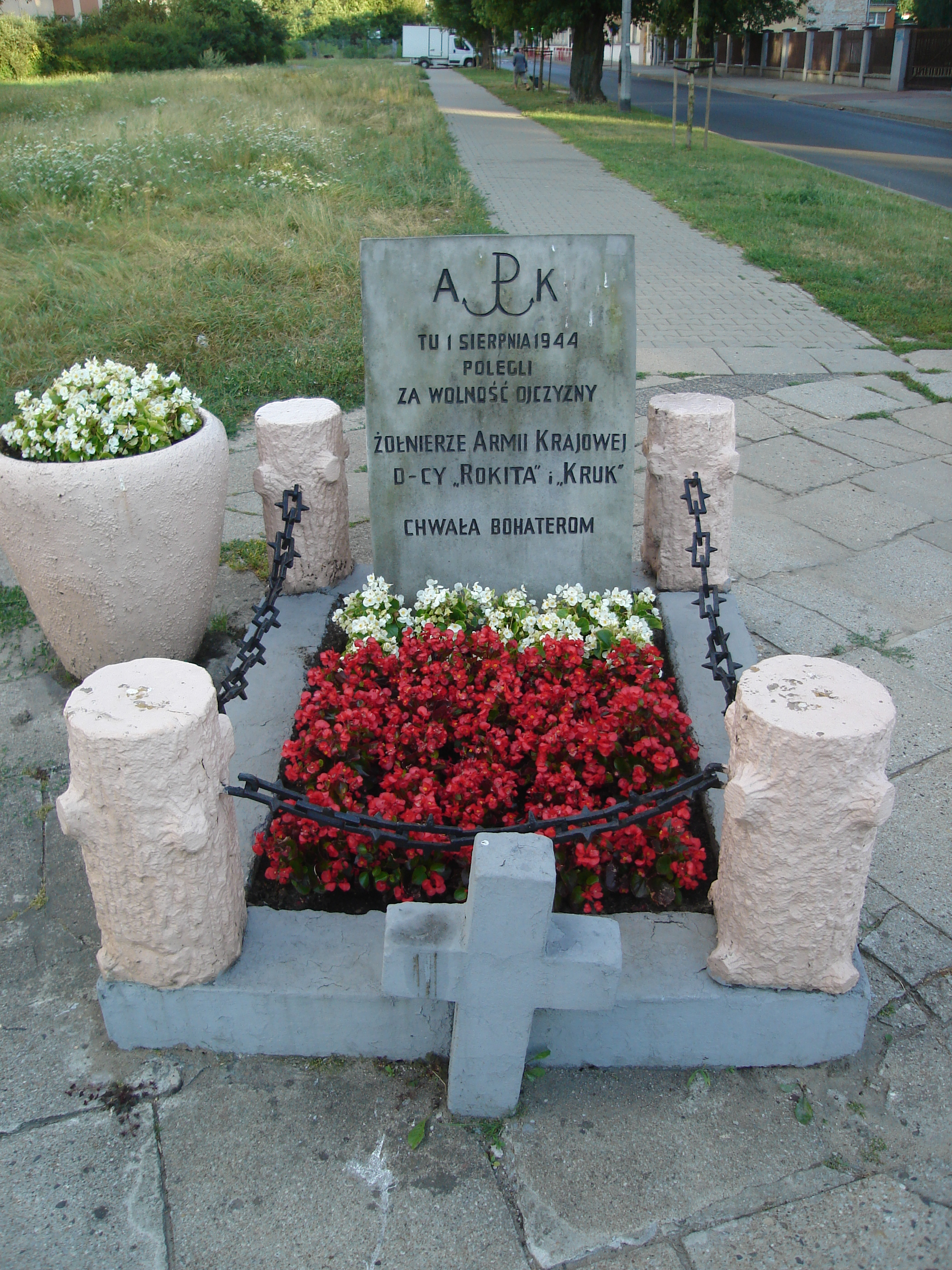
Tablica pamiątkowa na rogu św. Wincentego i Oszmiańskiej upamiętniająca egzekucję z dnia 1.08.1944 r.

W okresie powojennym rozebrano większość zabudowań po parzystej stronie ulicy. Z przedwojennej zabudowy pierzei ocalała do dziś jedynie kamienica nr 12A w pobliżu ulicy Witebskiej. W dawnej fabryce Katelsbacha uruchomiono drukarnię „Poligrafus”, założoną w 1982 roku.